# グリーンベルト (メリーランド州)
グリーンベルト（英: Greenbelt）は、アメリカ合衆国メリーランド州のプリンスジョージズ郡にある都市。人口は24,921人（2020年）。現在のグリーンベルト市内には、地元で「オールド・グリーンベルト」と呼ばれる歴史的な計画都市が入っており、グリーンベルト歴史地区として指定されている。
ニューディール政策の時代に設立された公共の協同組合町として広く知られている。1935年に、ウィスコンシン州グリーンデール（ミルウォーキーの近く）と、オハイオ州グリーンヒルズ（シンシナティの近く）と共に、アメリカ合衆国再定住管理局の下で計画された「緑の」町3か所の1つである。

## 地理

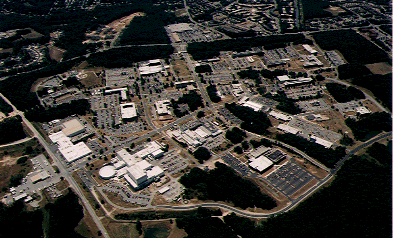
アメリカ航空宇宙局(NASA)のゴダード宇宙飛行センター

グリーンベルトはワシントンD.C.の北に位置している。
アメリカ合衆国国勢調査局に拠れば、市域全面積は6.34平方マイル (16.42 km2)であり、このうち陸地6.28平方マイル (16.27 km2)、水域は0.06平方マイル (0.16 km2)で水域率は0.94%である。郵便番号は 20768、20770、20771 である。
アメリカ航空宇宙局(NASA)のゴダード宇宙飛行センターが市内にあり、国立公園システムの1つであるグリーンベルト公園もある。

### 隣接する地域
- ベルツビル農協研究センター
- バーウィンハイツ
- カレッジパーク
- ゴッダード
- ランハム
- ニューキャロルトン
- グレンデール

## 歴史

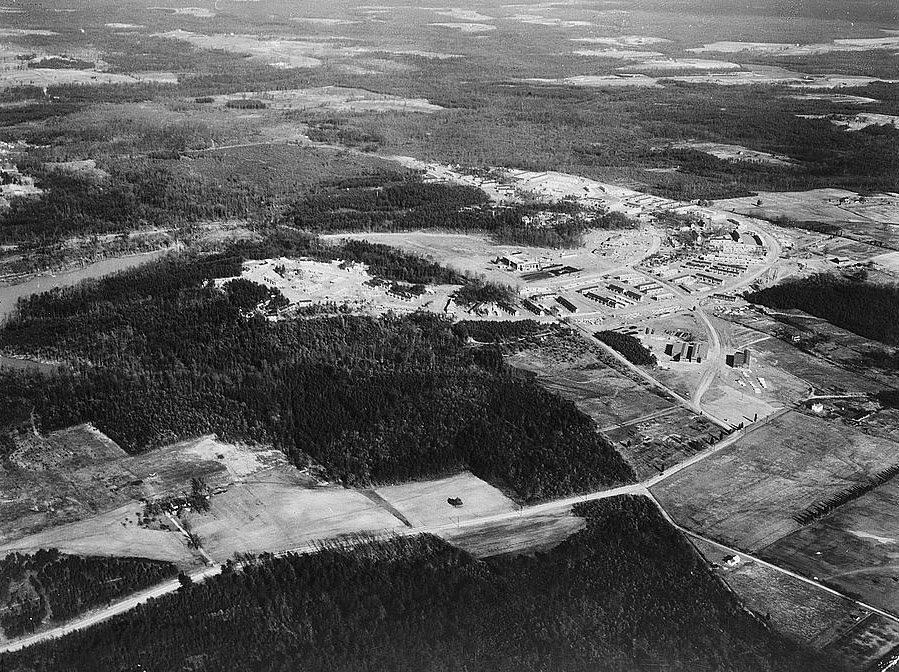
建設中のグリーンベルト（1937年）

オールド・グリーンベルトはニューディール政策の時代の1937年に公共の協同組合町として設立された。その概念は同時に著しく実際的であり、理想を追うユートピア的でもあった。アメリカ合衆国の首都の近くで深刻だった住宅不足を緩和するものでもある「理想の」自足型協同組合町を、連邦政府も助成した。この新しい町の建設は仕事を生み、世界恐慌後の全国的な経済回復を促すものでもあった。
連邦政府の労働者に入手可能な家屋を提供したグリーンベルトは、1935年に緊急救済配分法の下で、アメリカ合衆国再定住管理局の局長だったレックスフォード・ガイ・タグウェルが計画した「緑の」町3つのうちの1つだった。タグウェルと共に働いたのがチャールズ・W・ヨストだった。他の2つの町はウィスコンシン州グリーンデール（ミルウォーキーの近く）と、オハイオ州グリーンヒルズ（シンシナティの近く）だった。4つ目の緑の町としてニュージャージー州ルーズベルト（当初はホームステッドと呼ばれた）が計画されたが、グリーンベルトと同じくらいの規模まで開発されることはなかった。
フランクリン・ルーズベルト大統領の妻、エレノア・ルーズベルトが、タグウェルが元はほとんどタバコ畑だった土地でメリーランドの町の区割りを決めるのを手伝った。エレノアはニューディール政策時代に連邦政府が考案した最初の協同組合町にも深く関わった。貧窮化した労働者の生活を改善しようとしたウェストバージニア州アーサーデールでは、自給でき、比較的繁栄する協同組合町を創設することでそれを可能にした。グリーンベルトの協同事業には、新聞の「グリーンベルト・ニュー・レビュー」、グリーンベルト消費者協同組合の雑貨店、ニューディール・カフェがあり、また中心街の中核となる住宅を作ったグリーンベルト・ホームズ・インコーポレーテッドという共同事業もあった。
グリーンベルトの建築計画は革新的だったが、この連邦政府の計画に関わった社会工学に比べればそれほどでもなかった。入市を応募した者は面接を受け、収入、職業、地域活動に関わる意思に基づいて篩に掛けられた。当初アフリカ系アメリカ人は外されていたが、1963年に設立された公平な住宅のためのグリーンベルト委員会によって受け入れられるようになった。2000年の国勢調査に拠れば、その比率は41%になっていた。同じ調査では、アフリカ系アメリカ人が市内の特定場所では孤立しており、特に歴史地区内の人口比率はほとんどのブロックで0%から5%だった。
町の大半は現在グリーンベルト歴史地区の中にあり、1980年にはアメリカ合衆国国家歴史登録財に指定された。
グリーンベルトは1939年のドキュメンタリー映画『ザ・シティ』の主題となった。

## 人口動態
以下は2010年国勢調査による人口統計データである。
| 基礎データ - 人口: 23,068 人 - 世帯数: 9,747 世帯 - 家族数: 5,367 家族 - 人口密度: 1,418.2人/km2（3,673.2人/mi2） - 住居数: 10,433 軒 - 住居密度: 641.4軒/km2（1,661.3軒/mi2） 人種別人口構成 - 白人: 30.1% - アフリカン・アメリカン: 47.8% - ネイティブ・アメリカン: 0.3% - アジア人: 9.7% - 太平洋諸島系: 0.1% - その他の人種: 8.6% - 混血: 3.3% - ヒスパニック・ラテン系: 14.3% | 年齢別人口構成 - 18歳未満: 22.8% - 18-24歳: 10.1% - 25-44歳: 34.4% - 45-64歳: 25.3% - 65歳以上: 7.5% - 年齢の中央値: 34歳 - 性比（女性100人あたり男性の人口） - 総人口: 87.6 世帯と家族（対世帯数） - 18歳未満の子供がいる: 31.0% - 結婚・同居している夫婦: 30.7% - 未婚・離婚・死別女性が世帯主: 18.3% - 非家族世帯: 44.9% - 単身世帯: 36.1% - 65歳以上の老人1人暮らし: 7.3% - 平均構成人数 - 世帯: 2.37人 - 家族: 3.12人 |

以下は2000年国勢調査による人口統計データである。
| 基礎データ - 人口: 21,456 人 - 世帯数: 9,368 世帯 - 家族数: 4,965 家族 - 人口密度: 1,385.3人/km2（3,586.6 人/mi2） - 住居数: 10,180 軒 - 住居密度: 657.3軒/km2（1,701.7 軒/mi2） 人種別人口構成 - 白人: 39.74% - アフリカン・アメリカン: 41.35% - ネイティブ・アメリカン: 0.23% - アジア人: 12.05% - 太平洋諸島系: 0.05% - その他の人種: 3.11% - 混血: 3.47% - ヒスパニック・ラテン系: 6.45% | 年齢別人口構成 - 18歳未満: 21.9% - 18-24歳: 12.5% - 25-44歳: 39.1% - 45-64歳: 19.8% - 65歳以上: 6.7% - 年齢の中央値: 32歳 - 性比（女性100人あたり男性の人口） - 総人口: 91.8 - 18歳以上: 88.2 世帯と家族（対世帯数） - 18歳未満の子供がいる: 26.9% - 結婚・同居している夫婦: 33.1% - 未婚・離婚・死別女性が世帯主: 15.0% - 非家族世帯: 47.0% - 単身世帯: 35.0% - 65歳以上の老人1人暮らし: 5.8% - 平均構成人数 - 世帯: 2.29人 - 家族: 3.00人 | 収入と家計 - 収入の中央値 - 世帯: 46,328米ドル - 家族: 55,671米ドル - 性別 - 男性: 39,133米ドル - 女性: 35,885米ドル - 人口1人あたり収入: 25,236米ドル - 貧困線以下 - 対人口: 10.2% - 対家族数: 6.0% - 18歳未満: 12.7% - 65歳以上: 7.2% |

## 交通

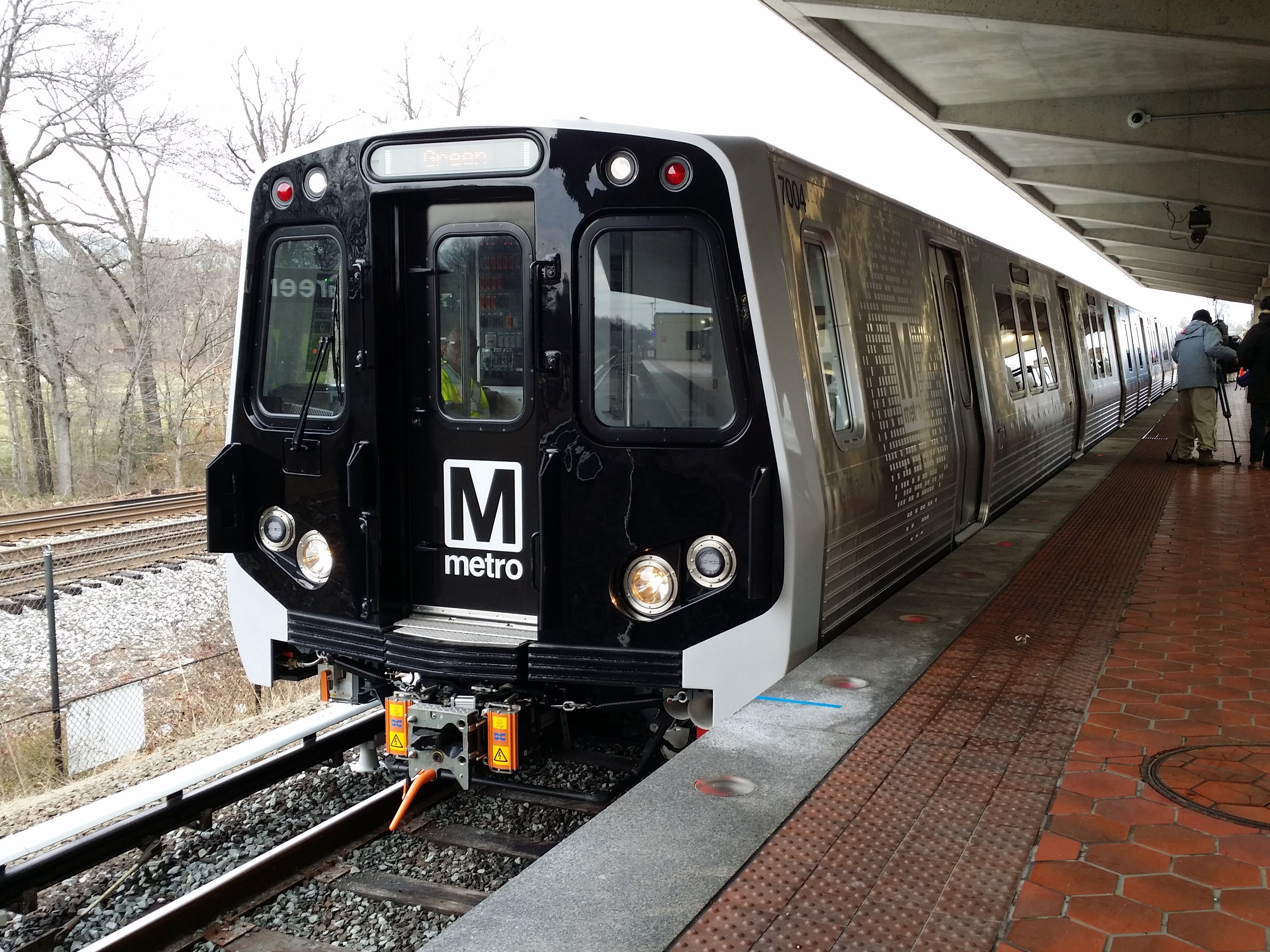
グリーンベルト駅

グリーンベルト駅はワシントンメトログリーンラインの北端の駅である。また、メリーランド通勤鉄道のカムデン線が乗り入れている。この路線は、ワシントンD.C.のユニオン駅とボルチモア市のカムデン駅を結んでいる。元は1835年にワシントンとボルチモアの間に建設されたボルチモア・アンド・オハイオ鉄道であり、現在はCSXトランスポーテーションの一部になっている。
グリーンベルトには2本の幹線道が通っており、インターチェンジもある。キャピタル・ベルトウェイ（州間高速道路95号線/495号線）と国立公園局のボルチモア・ワシントン・パークウェイ（メリーランド州道295号線）である。グリーンベルト道路は州道193号線の1部であり、幾つかの郊外町とを繋いでいる。ケニルワース・アベニュー（州道210号線）はグリーンベルトを南北方向に抜けている。

## 市政府
グリーンベルト市政府は市憲章で規定した市政委員会・マネジャー方式の政府で運営されている。これはメリーランド州では初めてのことだった。市政委員会は市全体を選挙区に多数の票を得た7人の委員で構成されている。委員は互選により市長と市長代行（市町が不在の場合に市長の任務を引き継ぐ）を選んでいる。伝統的に選挙で最多票を得ていた者を市長に選んでおり、第2位の得票者を市長代行に選んでいる。選挙は2年毎、奇数年に行われており、政党の影響を消すことが一部目されている。市の選挙で政党の公認は公式の役割を果たさず、また候補者の選挙運動にもほとんど関わらない。市政委員会の会合は毎月2回、月曜日に開催されるが、7月、8月と12月は月1回のみとなる。
市政委員会は14の諮問委員会と、市民志願者による委員会に支えられている。委員会は市政府の運営を監督し、委員会が定めた政策を実行する責任がある専門職の市マネジャーを指名する。
最近の選挙は2013年に行われた。

### 2009年選挙制度改革
プリンスジョージズ郡の法人化された10市の中で、グリーンベルトは市政委員と市長を市全体の選挙で選ぶ3市の1つである。他の2市はディストリクトハイツとニューキャロルトンの各市である。他の7市は小選挙区と市全体の選挙区を組み合わせている。2008年2月28日、メリーランド州アメリカ市民自由同盟とプリンスジョージズ郡全米黒人地位向上協会がグリーンベルト市政委員会に文書を送り、グリーンベルト市の市全体を選挙区とするやり方は、1965年の選挙権法第2条に違背していると訴えた。この文書に拠れば、2000年国勢調査により、グリーンベルト市の選挙年齢人口のうちアフリカ系アメリカ人が38%、アジア系が13%、ラテン系が6%を占めている。しかしこの時点で市政委員の全てが白人だった。その文書は、小選挙区制、累積投票制、あるいは選択投票制に切り替えることを提案し、改革が行われない場合は訴訟が起こされると告げていた。市民が人種的に多様であるのに、2009年より前30年間の選挙では、僅か2人のアフリカ系アメリカ人が出馬しただけだった。その内1人は投票前に撤退していた。2008年6月、アメリカ合衆国司法省が市の選挙制度に関する調査を始めた。
2008年、市政府は選挙制度改革に関して、アメリカ市民自由同盟、全米黒人地位向上協会、フェアボートと協力して、3回の公聴委員会を開催した。100人以上の住民がフォーラムに出席した。落選した経験のあるアフリカ系アメリカ人候補者ジャネット・ゴーディは「私の関心は、人々がその忠誠心を後に置いて行かないということである。集会に行くことで私が望んでいることを分かり、市民として力を持っていることを見い出すようになった。」と語った。
2009年、市は市政委員の多様性を増すことを目的として、幾つかの選挙制度改革を実行した。市政委員の数を5人から7人に増やし、投票者の列を短くするためにグリーンベルト・イーストで投票所を追加し、事前投票を認めるために市憲章を改定した。
2009年11月3日に行われた選挙では、アフリカ系アメリカ人のエメット・ジョーダンが、投票総数の75%を得て当選した。市政委員会は市の役人の第2位にあたる市長代行にジョーダンを選出した。投票総数は2007年の1,898票から2009年には2,399票まで、26%も増加した。
2013年11月5日に行われた選挙では、エメット・ジョーダンが投票総数の77%を得て当選し、最高票を得ていたので、市政委員会が市長に選出した。

## 教育
グリーンベルト市の公共教育はプリンスジョージズ郡公共教育学区が管轄している。
小学校は下記3校である。
- グリーンベルト小学校（グリーンベルト）
- マグノリア小学校（プリンスジョージズ郡の未編入領域ランハムにある）
- スプリングレイク小学校（グリーンベルト）

中学生は全てグリーンベルト中学校に入学する。この学校には才能がある者に対するマグネット教育プログラムもある。
高校生は全てエレノア・ルーズベルト高校に進学する。科学技術マグネット教育プログラムもある高い評価を得ている高校である。
市内には公立のマグネットスクールがある。
- ドーラ・ケネディ・フランス語集中学校、幼稚園から8年生まで。フランス語を教える集中教育を行っている

市内には公立のチャータースクールもある。
- ターニング・ポイント・アカデミー（グリーンベルトにあるが、住所はランハムである）、幼稚園から8年生まで、性格開発のハイド法を用いる

市内には私立学校が無い。

## 経済

### 主要雇用主
グリーンベルトの2011年包括的財務報告書に拠れば、市内の主要雇用主は次の通りである。
| 順位 | 雇用主                                                               | 従業員数 |
| ---- | -------------------------------------------------------------------- | -------- |
| 1    | グリーンベルト市                                                     | 440人    |
| 2    | マンテック・インターナショナル                                       | 267人    |
| 3    | ターゲット                                                           | 208人    |
| 4    | ボズート                                                             | 206人    |
| 5    | エレノア・ルーズベルト高校                                           | 202人    |
| 6    | マーティンズ・ケイタラーズ                                           | 192人    |
| 7    | アークティック・スロープ地域会社                                     | 151人    |
| 8    | ジャイアント・ランドーバー                                           | 147人    |
| 9    | セイフウェイ                                                         | 131人    |
| 10   | アトランタ・レストランと・パートナーズ(ティージーアイ・フライデーズ) | 122人    |

## ギャラリー

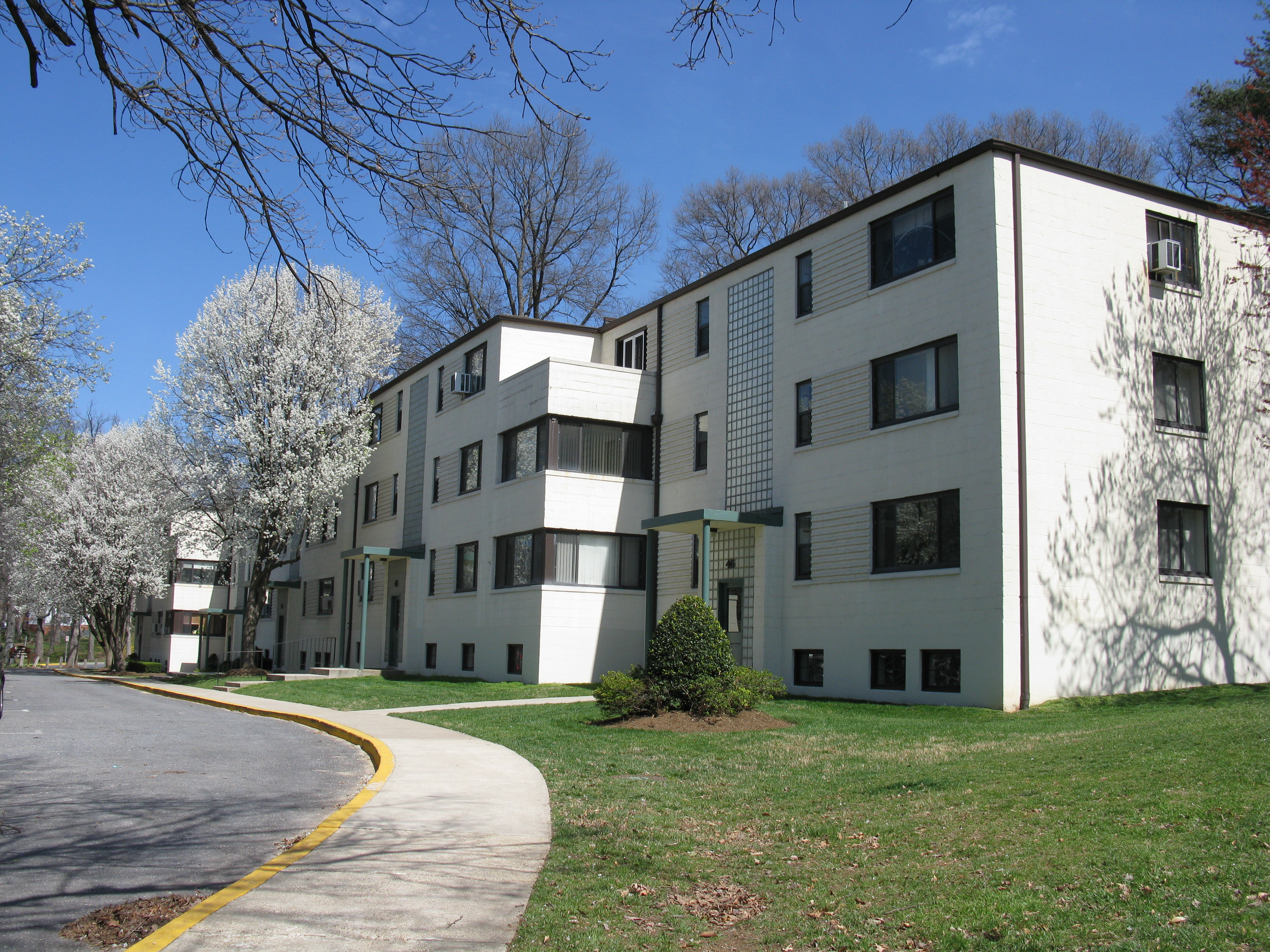
グリーンベルトのアパート
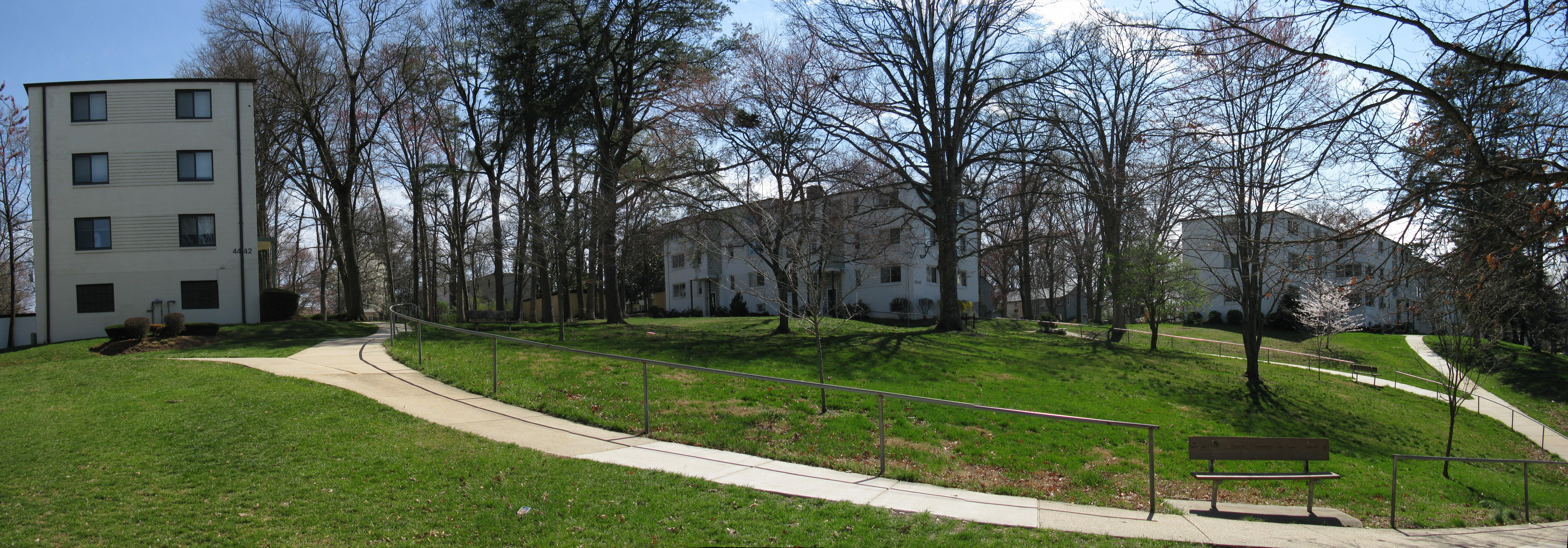
広大な歩道、この場合は住宅と収集者道路の下にあるトンネルに通じる
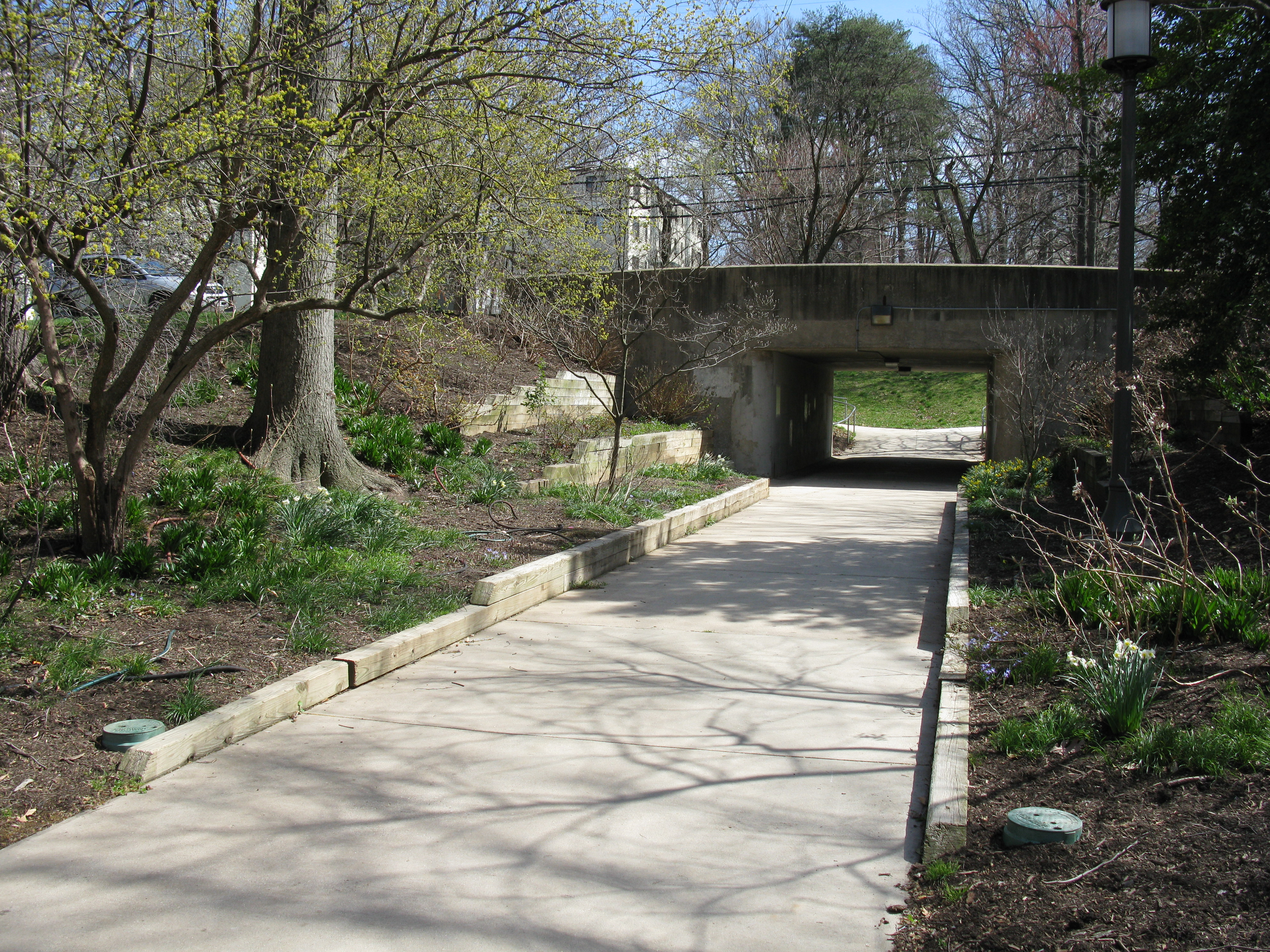
歩道と道路の立体交差。ニュージャージー州ラドバーンにあるものからヒントを得た
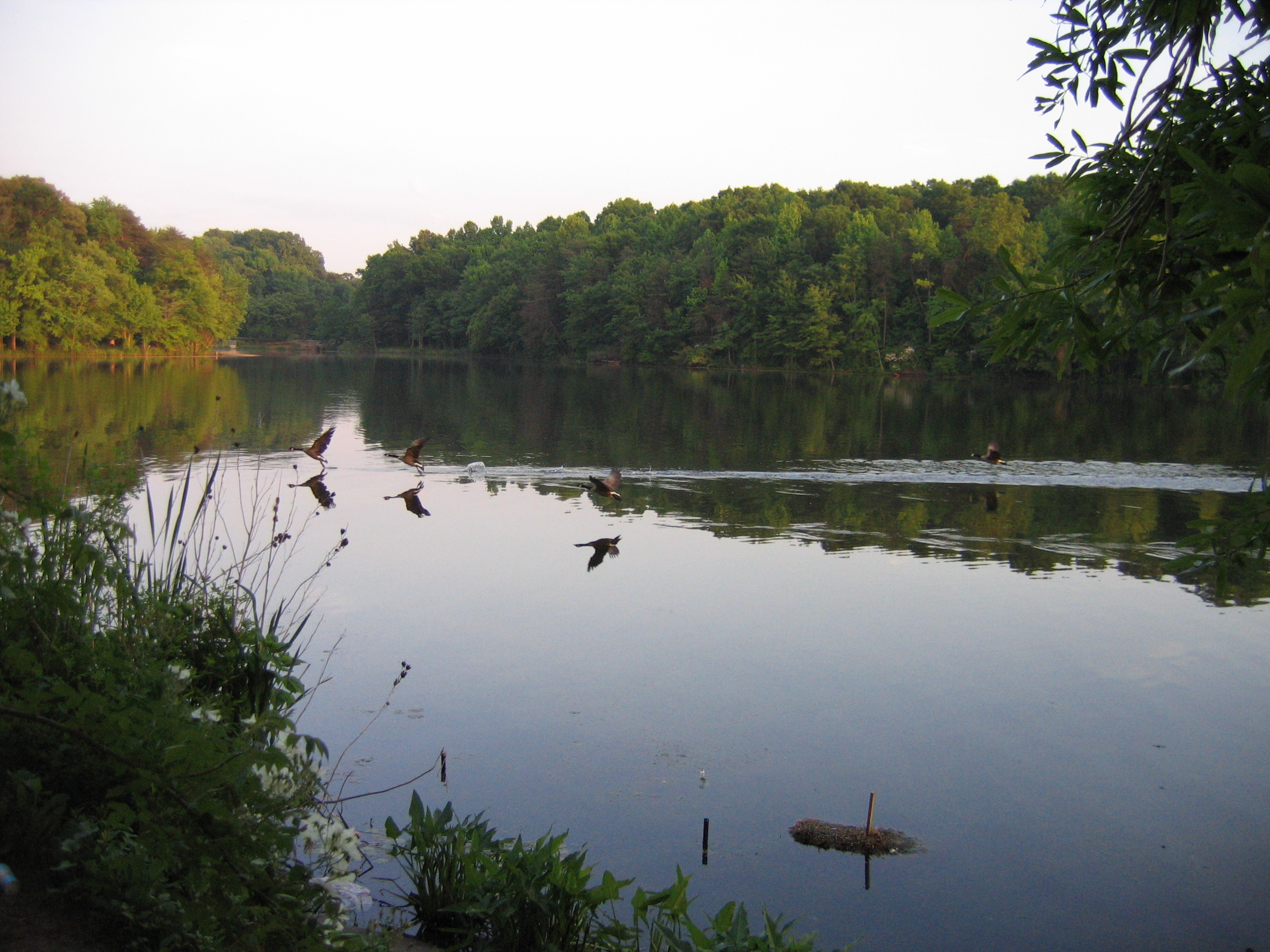
アルバート・S・バディ・アティック湖公園。この人工湖はラドバーン計画の公園地に代わるもの
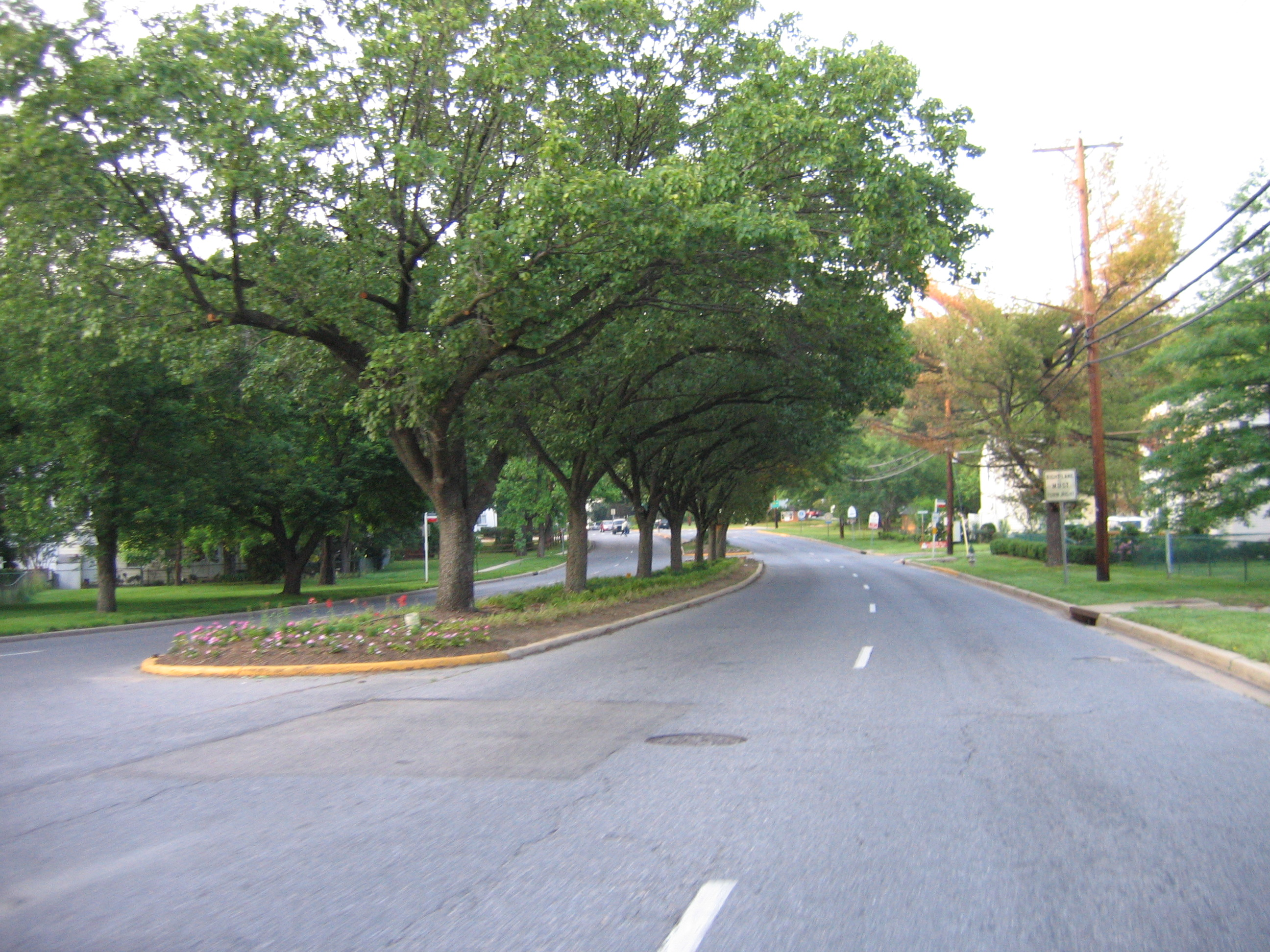
サウスウェイ、オールド・グリーンベルト南部の道路
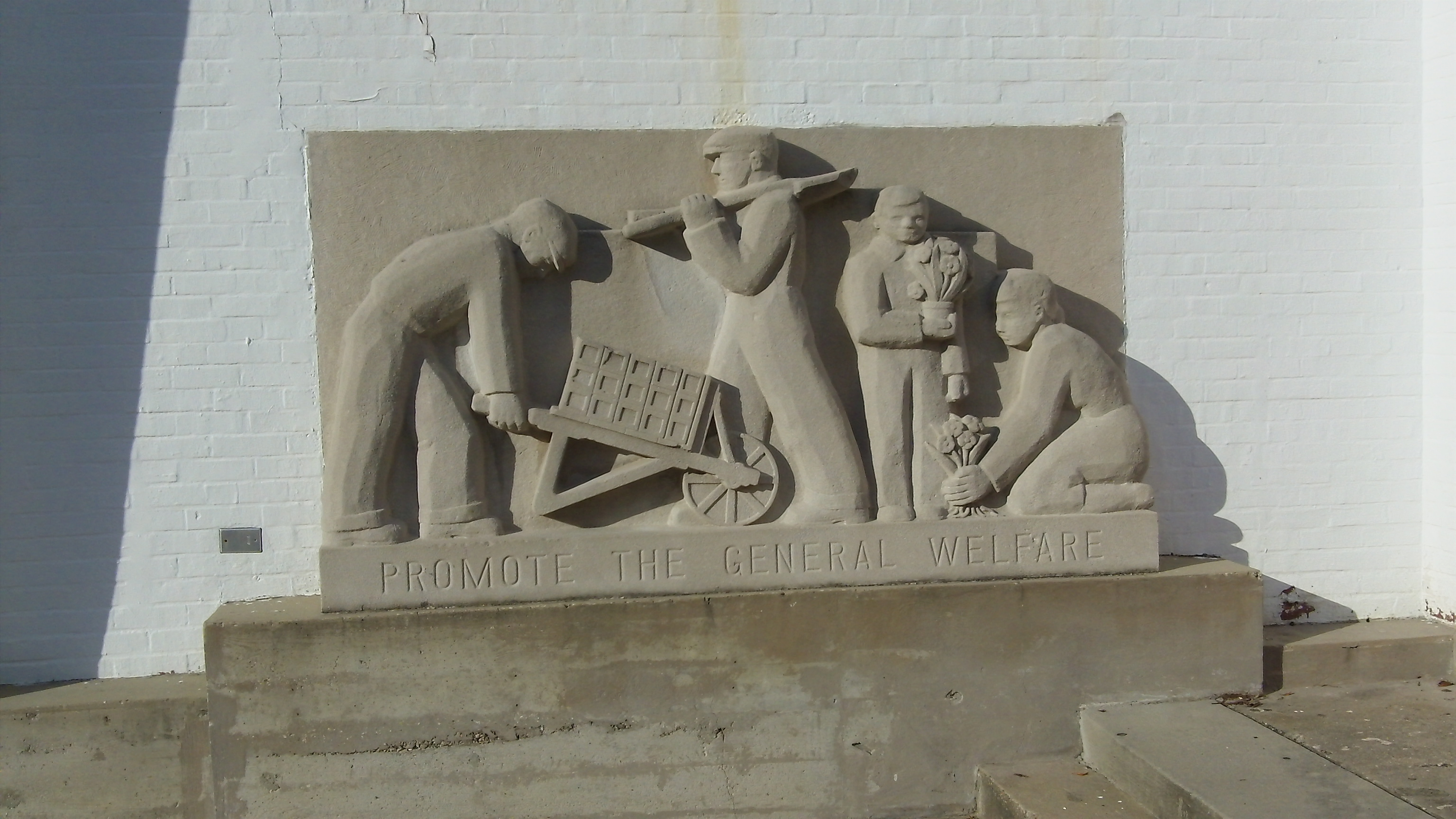
彫刻家レノア・トマス・ストラウスが制作したパネルの1つ。グリーンベルト・コミュニティセンター